# Инвазија трећих бића (филм из 1956)
Инвазија трећих бића (енгл. Invasion of the Body Snatchers; досл. Инвазија крадљиваца тела) амерички је црно-бели научнофантастични хорор филм из 1956. године, режисера Дона Сигела, са Кевином Макартијем, Даном Винтер, Ларијем Гејтсом, Кингом Донованом и Керолин Џоунс у главним улогама. Представља прву адаптацију романа Крадљивци тела (1955), аутора Џека Финија. Радња је фокусирана на инвазију ванземаљаца, који имају способност да у потпуности изимитирају људско тело, само им недостају емоције.
Филм је премијерно приказан 5. фебруара 1956, као двоструко остварење, заједно са Атомским човеком. Добио је веома позитивне оцене критичара и постао култни класик, а данас се сматра једним од најбољих и најутицајнијих хорор филмова у историји. На сајту Ротен томејтоуз оцењен је са 98% и описан као „једна од најбољиих политичких алегорија из 1950-их и ефикасна мешавина научне фантастике и хорора”.
Године 1994, Конгресна библиотека сврстала је Инвазију трећих бића на списак Националног филмског регистра, као „културно, историјски и естетски значајан филм”.Године 1978. снимљен је веома успешан римејк под истим насловом. Кевин Макарти и Дон Сигел имају камео улоге у њему.

## Радња
Др Мајлс Бенел одведен је у Калифорнијску болницу, где лекарима покушава да објасни да се у Санта Мири, граду из ког долази, одиграва инвазија ванземаљаца, који имају способност да копирају људско тело укључујући и њихова сећања, само им недостају емоције и осећања. Кроз флешбекове, приказују се застрашујући догађаји којима је др Бенел посведочио...

## Улоге
| Глумац             | Улога                          |
| ------------------ | ------------------------------ |
| Кевин Макарти      | др Мајлс Бенел                 |
| Дана Винтер        | Беки Дрискол                   |
| Кинг Донован       | Џек Беличек                    |
| Керолин Џоунс      | Теодора „Теди” Беличек         |
| Лари Гејтс         | др Ден Кофман                  |
| Вирџинија Кристина | Вилма Ленц                     |
| Ралф Дамк          | шеф полиције Ник Гривет        |
| Кенет Патерсон     | Стенли Дрискол                 |
| Гај Веј            | полицајац Сем Џенцек           |
| Жан Вилс           | медицинска сестра Сали Вајтерс |
| Ејлин Стивенс      | Ен Грималди                    |
| Беатрис Мод        | бака Грималди                  |
| Вит Бизел          | доктор Хил                     |
| Ричард Дикон       | доктор Басет                   |
| Сем Пекинпо        | Чарли                          |